# Rianxo
Rianxo est une commune de la province de La Corogne en Galice (Espagne) de la comarque O Barbanza. La population recensée en 2007 est de 11 554 habitants.

## Géographie
Rianxo se trouve dans la Serra do Barbanza, à la limite avec la province de Pontevedra.

## Histoire
Rianxo est la ville natale de Castelao, une des figures le plus importantes de l'identité galicienne. D'autres écrivains galiciens sont issus de Rianxo : Rafael Dieste,Manuel Antonio, Eduardo Dieste
Rianxo est une ville attachée à la tradition catholique d'adoration à la Vierge de Fátima, les visions de sœur Lúcia Abobora dos Santos ont eu lieu à Rianxo pendant son séjour en août 1931. La commune est composée de six paroisses : O Araño (Santa Baia), Asados (Santa María), Isorna (Santa María), Leiro (Santa María), Rianxo (Santa Comba), Taragoña (San Salvador).

## Économie
Rianxo est un port de pêche. L'activité économique de la ville est essentiellement liée à la vie de la mer : culture des moules sur la Ria de Arosa, chantier naval etc.

## Patrimoine
Le hórreo de Araño (grenier à grains, construction traditionnelle galicienne qui ressemble à un raccard) est l'un des plus grands de Galice. Construit au XVIIIe siècle il mesure 37 mètres de long.
Fêtes foraines du 8 au 15 septembre : processions à la vierge de Guadaloupe pendant laquelle se chante l'hymne de A Rianxeira, chanson devenue symbole de la culture galicienne.